# Всесвятське (Синельниківський район)
Всесвя́тське — село в Україні, у Синельниківському районі Дніпропетровської області. Входить до складу Межівської селищної громади. Населення становить 233 особи.

## Географія
Село Всесвятське знаходиться на відстані 1,5 км від села Преображенка. По селу протікає пересихаючий струмок з загатою. Поруч проходить автомобільна дорога Т 0431.

## Історія
Під час організованого радянською владою Голодомору 1932—1933 років помер щонайменше 141 житель села.
До 2017 орган місцевого самоврядування — Преображенська сільська рада.
12 червня 2020 року, відповідно до розпорядження Кабінету Міністрів України № 709-р від «Про визначення адміністративних центрів та затвердження територій територіальних громад Дніпропетровської області», увійшло до складу Межівської селищної громади.
19 липня 2020 року, в результаті адміністративно-територіальної реформи і ліквідації Межівського району, село увійшло до складу новоутвореного Синельниківського району.

## Населення

### Мова
Розподіл населення за рідною мовою за даними перепису 2001 року:
| Мова       | Кількість | Відсоток |
| ---------- | --------- | -------- |
| українська | 214       | 91.85%   |
| російська  | 19        | 8.15%    |
| Усього     | 233       | 100%     |

## Економіка
- База відпочинку «Сосновий бір»